# بيت من ألوان
بيت من ألوان: إسماعيل وتمام هي قصة قصيرة للفتيان للكاتب الفلسطيني محمود شقير، صدرت عن دار طباق للنشر والتوزيع في فلسطين. ويظهر في الغلاف عنوان ثانوي هو إسماعيل وتمام. لوحة الغلاف للفنانة تمام الأكحل بعنوان «بيت في يافا»، الغلاف من تصميم أيمن حرب. وتقع الرواية في 95 صفحة من القطع الكبير تحكي الرواية قصة معاناة الفلسطينيين في ظل الاحتلال، مشيرة إلى معركة الهوية والتاريخ التي يخوضها الفرد والجماعة في مواجهة التدمير المستمر للماضي والتقاليد.

## العنوان
استوحى الكاتب المقدسي محمود شقير عنوان "بيت من ألوان: إسماعيل وتمام" من كتاب الفنانة الفلسطينية تمام الأكحل، الذي تناول مسيرتها ومسيرة زوجها، الفنان التشكيلي إسماعيل شموط، خصوصًا في سياق النكبة الفلسطينية عام 1948 وما حملته من تشرد وألم. "البيت" يمثل المكان والحلم، والماضي الجميل الذي هدمه الاحتلال ويظهر هذا البيت في الرواية كرمز للوطن الضائع، لذكريات الطفولة التي كانت تنبض بالحياة والأمل، ترمز الألوان إلى الفن التشكيلي الذي يمارسه البطلان

## نبذة
تتناول الرواية مقطعًا من سيرة الفنان التشكيلي إسماعيل شموط وزوجته الفنانة تمام الأكحل. تُركز الرواية على معاناة الفلسطينيين خلال النكبة عام 1948، مسلطة الضوء على تجربة التهجير والتشرد التي عاشها إسماعيل شموط وعائلته. تبدأ القصة برحلة إسماعيل مشيًا على الأقدام من مدينة اللد إلى رام الله، حيث واجه ظروفًا صعبة، منها اضطراره لارتداء حذاء ممزق خلال الرحلة الشاقة. تستعرض الرواية أيضًا مسيرته الفنية، بدءًا من تعليمه الرسم لأطفال المخيمات وصولًا إلى لقائه بتمام الأكحل وتعاونهما الفني. من خلال هذه السيرة، يُبرز شقير التحديات التي واجهها الفنانون الفلسطينيون في الحفاظ على هويتهم وتراثهم في ظل ظروف الاحتلال واللجوء

## الشخصيات
- إسماعيل شموط: فنان فلسطيني اضطر لمغادرة مدينة اللد عام 1948، وتنقل بين رام الله والخليل وغزة، وعمل في مهن مختلفة قبل أن يتطوع لتعليم أطفال المخيم فن الرسم.
- تمام الأكحل: فنانة تشكيلية فلسطينية وزوجة إسماعيل شموط، شاركته مسيرته الفنية وحملت لوحاتها قصص التهجير والنكبة، وتوثقت في كتابها "اليد ترى والقلب يرسم".
- عائلة شموط: تمثل الأسرة الفلسطينية المهجّرة التي تنقلت بين المدن خلال فترة النكبة وعانت من اللجوء.
- أطفال المخيم: مجموعة من الأطفال الذين تعلموا الرسم على يد إسماعيل شموط أثناء فترة لجوئه، وعبروا من خلاله عن أحلامهم وذكرياتهم.
- رجل الأمن الإسرائيلي: شخصية ثانوية ظهرت في حادثة محمود شقير على جسر الكرامة، حيث اشتبه بأن الحذاء يُخفي رسالة سرية.